# Nati nel 1930/Settembre
| Questa pagina contiene informazioni ricavate automaticamente dalle voci biografiche con l'ausilio del template Bio e di un bot. L'aggiornamento è periodico e automatico e ricostruisce completamente la pagina. Se manca una persona in questa lista, sei pregato di non aggiungerla, ma accertati piuttosto che la sua voce biografica contenga il template Bio e che i dati anagrafici siano correttamente compilati. Se il template Bio manca, inseriscilo tu stesso o, in alternativa, metti l'avviso {{tmp\|Bio}} che ne segnala la mancanza. Se i dati riportati sono sbagliati, correggi direttamente la voce biografica; le modifiche saranno visibili in questa lista entro pochi giorni. Per chiarimenti vedi il progetto biografie. La lista contiene solo le 189 persone che sono citate nell'enciclopedia e per le quali è stato implementato correttamente il template Bio. Pagina aggiornata al 10 ago 2025. |

- 1º settembre - Charles Correa, architetto, urbanista e attivista indiano († 2015)
- 1º settembre - Ferdinando De Franciscis, politico italiano
- 1º settembre - Masaaki Imai, economista giapponese († 2023)
- 1º settembre - Gaston Juchet, ingegnere e progettista francese († 2007)
- 1º settembre - Ora Namir, politica e diplomatica israeliana († 2019)
- 1º settembre - Vincenzo Rigamonti, allenatore di calcio e calciatore italiano († 2013)
- 1º settembre - Michel Serres, filosofo e scrittore francese († 2019)
- 1º settembre - Osvaldo Tozzi, politico italiano
- 1º settembre - Giovanni Visintin, ex calciatore e allenatore di calcio italiano
- 2 settembre - Jacques Geninasca, semiologo e pittore svizzero († 2010)
- 2 settembre - Harry Koch, calciatore svizzero († 2012)
- 2 settembre - Ferry Koczur, calciatore francese († 1989)
- 2 settembre - François Mahé, ciclista su strada francese († 2015)
- 2 settembre - Herbert Maschke, calciatore tedesco orientale († 2000)
- 3 settembre - Benedetto Conforti, giurista e magistrato italiano († 2016)
- 3 settembre - Irina Ionesco, fotografa francese († 2022)
- 3 settembre - Michail Perevalov, calciatore sovietico († 1995)
- 3 settembre - Tony Piaceri, musicista, cantante e compositore italiano († 2014)
- 3 settembre - Dick Retherford, cestista statunitense († 2019)
- 4 settembre - Don Ackerman, cestista statunitense († 2011)
- 4 settembre - Robert Arneson, scultore e insegnante statunitense († 1992)
- 4 settembre - František Bass, poeta cecoslovacco († 1944)
- 4 settembre - Andrea Mariano Magrassi, arcivescovo cattolico italiano († 2004)
- 4 settembre - Paolo Pasotto, pittore e scultore italiano († 2015)
- 4 settembre - Jerry Ragovoy, paroliere, produttore discografico e compositore statunitense († 2011)
- 4 settembre - Ali Akbar Tabatabaei, funzionario iraniano († 1980)
- 4 settembre - Francesco de Franchis, giurista italiano († 2009)
- 5 settembre - Michael Braun, regista e sceneggiatore tedesco († 2014)
- 5 settembre - Mircea Dobrescu, pugile rumeno († 2015)
- 5 settembre - Octavian Iosim, pallanuotista e allenatore di pallanuoto rumeno († 1988)
- 5 settembre - Ken Naganuma, calciatore giapponese († 2008)
- 5 settembre - Arto Tiainen, fondista finlandese († 1998)
- 5 settembre - Giovanni Virginio, ex calciatore italiano
- 6 settembre - Giuseppe Angelico, imprenditore italiano († 2009)
- 6 settembre - Daniele Barioni, tenore italiano († 2022)
- 6 settembre - Salvatore De Giorgi, cardinale e arcivescovo cattolico italiano
- 6 settembre - Akiji Kobayashi, attore giapponese († 1996)
- 6 settembre - Kyotaro Nishimura, scrittore giapponese († 2022)
- 6 settembre - Francesco Parisi, politico italiano († 2016)
- 7 settembre - Julio Abbadie, calciatore uruguaiano († 2014)
- 7 settembre - Baldovino del Belgio, sovrano belga († 1993)
- 7 settembre - Luigi Borsoi, cestista italiano († 1957)
- 7 settembre - Emilia Cundari, soprano italiano († 2005)
- 7 settembre - Ferruccio Jakomin, poeta italiano († 1958)
- 7 settembre - Yuan Longping, agronomo cinese († 2021)
- 7 settembre - Sonny Rollins, sassofonista e compositore statunitense
- 8 settembre - Mario Adorf, attore svizzero
- 8 settembre - Jeannette Altwegg, pattinatrice artistica su ghiaccio e tennista britannica († 2021)
- 8 settembre - Hugo Fernández, cestista cileno († 2024)
- 8 settembre - Nguyễn Cao Kỳ, generale e politico vietnamita († 2011)
- 9 settembre - Nguyễn Bá Cẩn, politico vietnamita († 2009)
- 9 settembre - Paolo Castaldi, compositore e saggista italiano († 2021)
- 9 settembre - Evgenij Korol'kov, ginnasta sovietico († 2014)
- 9 settembre - Frank Lucas, mafioso e collaboratore di giustizia statunitense († 2019)
- 9 settembre - Paolo Marzotto, imprenditore italiano († 2020)
- 9 settembre - Nadežda Rumjanceva, attrice sovietica († 2008)
- 9 settembre - Jean Spautz, politico lussemburghese
- 10 settembre - Ivan Aralica, scrittore e saggista croato
- 10 settembre - Jesús Garay, calciatore e allenatore di calcio spagnolo († 1995)
- 10 settembre - Ferreira Gullar, scrittore, poeta e sceneggiatore brasiliano († 2016)
- 10 settembre - Liliana Segre, attivista, politica e superstite dell'Olocausto italiana
- 10 settembre - Anatoliy Skorokhod, matematico ucraino († 2011)
- 10 settembre - Elizabeth Wood-Ellem, biografa, saggista e storica australiana († 2012)
- 11 settembre - Cathryn Damon, modella e attrice statunitense († 1987)
- 11 settembre - Jack Davis, ostacolista statunitense († 2012)
- 11 settembre - Jean-Claude Forest, scrittore e fumettista francese († 1998)
- 11 settembre - Gennadij Garbuzov, pugile sovietico († 2009)
- 11 settembre - Kenneth Minogue, politologo australiano († 2013)
- 11 settembre - Renzo Montagnani, attore e doppiatore italiano († 1997)
- 11 settembre - Fortunato Speziali, economista italiano
- 11 settembre - Nikola Stančev, lottatore bulgaro († 2009)
- 11 settembre - Vera Sós, matematica ungherese († 2023)
- 11 settembre - Güney Ülmen, cestista turco († 2020)
- 12 settembre - Susan Partridge, tennista britannica († 1999)
- 12 settembre - Luigi Pasinetti, economista italiano († 2023)
- 12 settembre - Akira Suzuki, chimico giapponese
- 12 settembre - Caravelli, direttore d'orchestra, compositore e arrangiatore francese († 2019)
- 13 settembre - Luigi Bretti, calciatore italiano († 2001)
- 13 settembre - Leonardo Colella, calciatore brasiliano († 2010)
- 13 settembre - Silvestro Ferrari, politico italiano († 1986)
- 13 settembre - James McLane, nuotatore statunitense († 2020)
- 14 settembre - Riccardo Bertani, linguista, scrittore e traduttore italiano († 2023)
- 14 settembre - Rajkumar Kohli, produttore cinematografico e regista indiano († 2023)
- 14 settembre - Peter Rösch, calciatore svizzero († 2006)
- 14 settembre - Adam Smelczyński, tiratore a volo polacco († 2021)
- 14 settembre - Byron Wolford, giocatore di poker statunitense († 2003)
- 15 settembre - Pierino Baffi, ciclista su strada italiano († 1985)
- 15 settembre - Rudy Bukich, giocatore di football americano statunitense († 2016)
- 15 settembre - José Carbone, calciatore argentino († 2014)
- 15 settembre - Cesare Falessi, autore di fantascienza italiano († 2007)
- 15 settembre - Donald O'Brien, attore irlandese († 2018)
- 15 settembre - Halszka Osmólska, paleontologa polacca († 2008)
- 15 settembre - Angelo Paravisi, vescovo cattolico italiano († 2004)
- 15 settembre - Caupolicán Peña, ex calciatore e allenatore di calcio cileno
- 15 settembre - Shōichi Watanabe, linguista e filologo giapponese († 2017)
- 15 settembre - Luciano Zardi, ex sollevatore italiano
- 16 settembre - Nicola Cucullo, politico italiano († 2015)
- 16 settembre - Anne Francis, attrice statunitense († 2011)
- 16 settembre - Jerry Parr, poliziotto statunitense († 2015)
- 16 settembre - António Teixeira, calciatore portoghese († 2003)
- 17 settembre - Rad'ja Erošina, fondista sovietica († 2012)
- 17 settembre - David Huddleston, attore statunitense († 2016)
- 17 settembre - Theo Loevendie, compositore e clarinettista olandese
- 17 settembre - Edgar Mitchell, astronauta statunitense († 2016)
- 17 settembre - Jim Rohn, imprenditore statunitense († 2009)
- 17 settembre - Thomas Stafford, astronauta statunitense († 2024)
- 17 settembre - Ennio Testa, calciatore italiano († 2019)
- 17 settembre - Don Townsend, calciatore inglese († 2020)
- 17 settembre - Oszkár Vilezsál, allenatore di calcio e calciatore ungherese († 1980)
- 18 settembre - Ignazio Mosé I Daoud, cardinale e patriarca cattolico siriano († 2012)
- 18 settembre - Pertti Mutru, cestista finlandese († 1964)
- 18 settembre - John Tolos, wrestler statunitense († 2009)
- 19 settembre - Muhal Richard Abrams, musicista e compositore statunitense († 2017)
- 19 settembre - Ernst-Wolfgang Böckenförde, filosofo, giurista e saggista tedesco († 2019)
- 19 settembre - Ruth Cardoso, antropologa e sociologa brasiliana († 2008)
- 19 settembre - Blaine Denning, cestista statunitense († 2016)
- 19 settembre - Don Heinrich, giocatore di football americano statunitense († 1992)
- 19 settembre - Antonio Margheriti, regista, sceneggiatore e effettista italiano († 2002)
- 19 settembre - Derek Nimmo, attore inglese († 1999)
- 20 settembre - Giancarlo Cazzaniga, pittore italiano († 2013)
- 20 settembre - Adolf Endler, scrittore, poeta e giornalista tedesco († 2009)
- 20 settembre - Richard Montague, matematico e filosofo statunitense († 1971)
- 20 settembre - Rudolf Pichler, calciatore austriaco († 2011)
- 21 settembre - Dawn Addams, attrice britannica († 1985)
- 21 settembre - Sergej Popov, maratoneta sovietico († 1995)
- 21 settembre - Bob Stokoe, calciatore e allenatore di calcio inglese († 2004)
- 22 settembre - Joni James, cantante statunitense († 2022)
- 22 settembre - Jack Lilja, cestista e allenatore di pallacanestro statunitense († 2016)
- 22 settembre - Kai Outa, sollevatore finlandese († 2002)
- 22 settembre - Antonio Saura, pittore e scrittore spagnolo († 1998)
- 22 settembre - Pietro Torrini, calciatore italiano († 1956)
- 22 settembre - Giuseppe Viola, magistrato e dirigente sportivo italiano († 2021)
- 22 settembre - George Young, allenatore di football americano e dirigente sportivo statunitense († 2001)
- 23 settembre - Edda Bresciani, egittologa e archeologa italiana († 2020)
- 23 settembre - Ray Charles, cantautore e pianista statunitense († 2004)
- 23 settembre - Mathew Cheriankunnel, vescovo cattolico indiano († 2022)
- 23 settembre - Don Edmunds, pilota automobilistico statunitense († 2020)
- 23 settembre - Charles B. Griffith, sceneggiatore, attore e regista statunitense († 2007)
- 23 settembre - Çelik Gülersoy, avvocato, scrittore e poeta turco († 2003)
- 23 settembre - Ivan Ivanovič Krasko, attore russo († 2025)
- 23 settembre - Albert Manent, poeta spagnolo († 2014)
- 23 settembre - Fabrizio Mioni, attore e designer italiano († 2020)
- 24 settembre - Henry Friedlander, storico tedesco († 2012)
- 24 settembre - Jim Holstein, cestista e allenatore di pallacanestro statunitense († 2007)
- 24 settembre - Jean-Pierre Jossua, teologo e scrittore francese († 2021)
- 24 settembre - Miguel Montuori, calciatore argentino († 1998)
- 24 settembre - Angelo Muscat, attore maltese († 1977)
- 24 settembre - Elveno Pastorelli, vigile del fuoco e prefetto italiano († 1997)
- 24 settembre - Catherine Robbe-Grillet, scrittrice e attrice francese
- 24 settembre - Benjamin Romuáldez, politico e diplomatico filippino († 2012)
- 24 settembre - Horst Sachtleben, attore e doppiatore tedesco († 2022)
- 24 settembre - Ingrid Bachér, scrittrice tedesca
- 24 settembre - Corrado Stajano, giornalista, scrittore e sceneggiatore italiano
- 24 settembre - John Watts Young, astronauta statunitense († 2018)
- 25 settembre - Borivoje Cenić, cestista e allenatore di pallacanestro jugoslavo († 2021)
- 25 settembre - Nino Cerruti, stilista e imprenditore italiano († 2022)
- 25 settembre - Isaac Chocrón, drammaturgo, economista e traduttore venezuelano († 2011)
- 25 settembre - Michele Di Martino, politico italiano († 2023)
- 25 settembre - Robert Fyfe, attore scozzese († 2021)
- 25 settembre - Isidoro Malmierca Peoli, politico, giornalista e rivoluzionario cubano († 2001)
- 25 settembre - Fausto Robustelli, calciatore svizzero († 2008)
- 25 settembre - Shel Silverstein, poeta, cantautore e disegnatore statunitense († 1999)
- 25 settembre - Suraphol Sombatcharoen, cantante thailandese († 1968)
- 25 settembre - Witold Zagórski, cestista e allenatore di pallacanestro polacco († 2016)
- 26 settembre - Philip Bosco, attore statunitense († 2018)
- 26 settembre - Eugenio Bucciol, scrittore e storico italiano († 2015)
- 26 settembre - Larry Fleisher, avvocato e procuratore sportivo statunitense († 1989)
- 26 settembre - Michele Giordano, cardinale e arcivescovo cattolico italiano († 2010)
- 26 settembre - Károly Király, politico romeno († 2021)
- 26 settembre - Antonio Seffusatti, calciatore italiano († 2000)
- 26 settembre - Fritz Wunderlich, tenore tedesco († 1966)
- 27 settembre - Umberto Becchelli, avvocato e politico italiano († 2000)
- 27 settembre - John Fraser Muth, economista statunitense († 2005)
- 27 settembre - Alan Shugart, informatico e imprenditore statunitense († 2006)
- 28 settembre - Werner Delmes, hockeista su prato tedesco († 2022)
- 28 settembre - Ugo Gregoretti, regista, attore e sceneggiatore italiano († 2019)
- 28 settembre - Doug Holden, calciatore inglese († 2021)
- 28 settembre - Sandro Pignatti, botanico e ecologo italiano († 2025)
- 28 settembre - Daniel Leo Ryan, vescovo cattolico statunitense († 2015)
- 28 settembre - Giulio Savoini, allenatore di calcio e calciatore italiano († 2015)
- 28 settembre - Immanuel Wallerstein, sociologo, storico e economista statunitense († 2019)
- 29 settembre - Cesare Barbetti, attore, doppiatore e direttore del doppiaggio italiano († 2006)
- 29 settembre - Richard Bonynge, direttore d'orchestra australiano
- 29 settembre - Colin Dexter, scrittore britannico († 2017)
- 29 settembre - Joseph Pathrapankal, presbitero, teologo e biblista indiano († 2022)
- 29 settembre - Per Tidemann, calciatore norvegese († 2018)
- 30 settembre - Vitor Alves, militare e politico portoghese († 2011)
- 30 settembre - Giampaolo Dossena, giornalista e scrittore italiano († 2009)
- 30 settembre - Marina Miranda, attrice, comica e umorista brasiliana († 2021)